# Firebird Foundation
Firebird Foundation je nezisková organizace složená z jednotlivců a organizací, která zastřešuje vývoj relační databáze Firebird a souvisejících nástrojů.